# Клаусдорф (Мекленбург-Передня Померанія)
Клаусдорф (нім. Klausdorf) — громада в Німеччині, розташована в землі Мекленбург-Передня Померанія. Входить до складу району Передня Померанія-Рюген. Складова частина об'єднання громад Альтенплен.
Площа — 11,67 км2. Населення становить 692 ос. (станом на 31 грудня 2020).

## Галерея

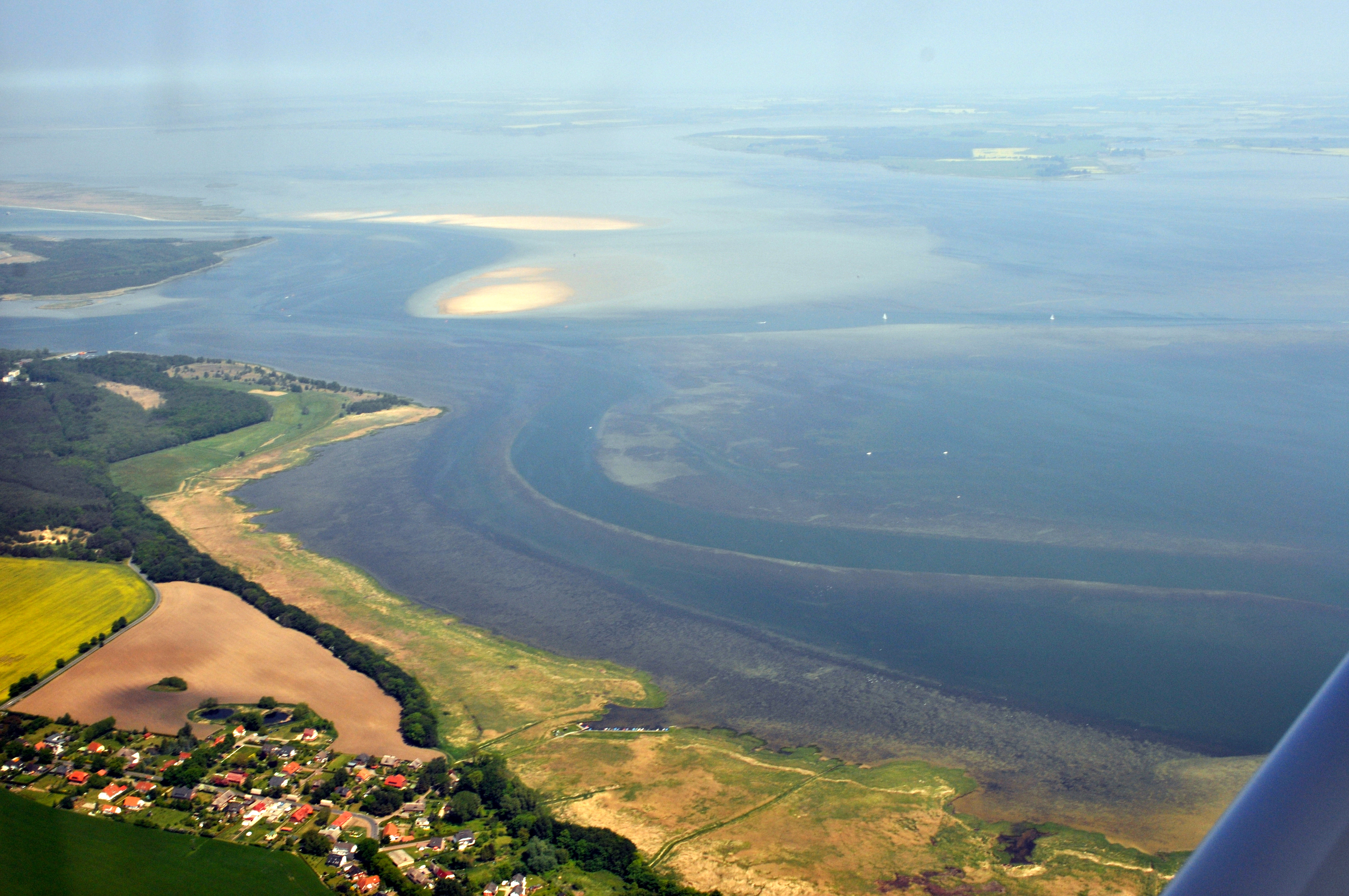